# Michaił Margolin
Michaił Margolin (ur. 11 lutego 1906 w Kijowie, zm. 25 stycznia 1975) – radziecki konstruktor broni strzeleckiej, w tym pistoletu sportowego nazwanego jego imieniem.

## Przebieg kariery
Urodził się 11 lutego 1906 roku w Kijowie. Był synem artystki-plastyczki i jako dziecko nauczył się technik malarskich. W 1919 roku, w czasie ewakuacji rozdzielił się z rodziną i pozostał w Kijowie. Pracował jako koniuch, pomocnik szofera, marynarz. Przeszedł powszechne szkolenie wojskowe i wstąpił do OSNAZu. W 1924, w walkach na Kaukazie został ranny w głowę, co poskutkowało nieuleczalną ślepotą. Po rekonwalescencji ukończył kurs masażu, lecz pracy prawdopodobnie nie podjął. Pracował w instytucjach polityczno-wychowawczych, prowadził wykłady i prelekcje, pomagał pionierom robić gazetki ścienne. Mimo ślepoty wciąż zajmował się strzelectwem. Zainteresował się inżynierią i budową maszyn. Przy pomocy przyjaciół rozkładał i składał mechanizmy maszyn, ucząc się ich oraz sporządzając ich modele z plasteliny, drewna, plastiku i metalu. Po różnych próbach znalezienia dla siebie specjalności w mechanice stwierdził, że nikt nie pracuje nad rozwojem broni do strzelectwa sportowego. We współpracy z personelem przyfabrycznej szkoły Margolin rozpoczął prace nad małokalibrowym karabinkiem sportowym. W 1934 przedstawili działający model samopowtarzalnego karabinka z magazynkiem na 10 naboi. Pozwoliło to Margolinowi na dalsze prace w instytucie naukowym. W ciągu kilku miesięcy konstrukcję dopracowano do takiej doskonałości, że używano jej do testowania amunicji. Do produkcji jednak nie weszła, gdyż w opinii specjalistów, w strzelectwie sportowym nie było potrzeby używania broni samopowtarzalnej. Rozpoznano jednak w nim dobrego konstruktora i został szefem warsztatu, zatrudniającego jeszcze dwóch rusznikarzy. W warsztacie tym powstały cztery konstrukcje: małokalibrowy pistolet samopowtarzalny, pistolet treningowy kalibru 4,5 mm, małokalibrowy karabin i małokalibrowa makieta karabinu maszynowego Diegtariewa do nauki strzelania.
W 1938 został odkomenderowany do biura konstrukcyjnego w Tule, gdzie do 1941 pracował nad pistoletem samopowtarzalnym. Pistolet okazał się dobrą konstrukcją, lecz produkcji nie wdrożono z powodu wojny.

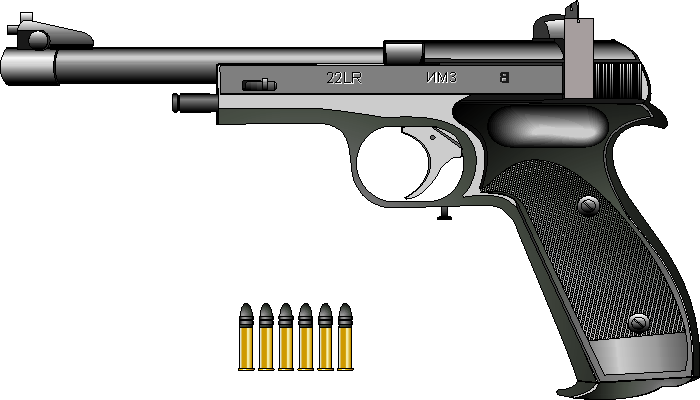
Najsłynniejszy pistolet Margolina

Margolin powrócił do Moskwy, gdzie był komendantem obrony przeciwlotniczej bloku. Później ewakuowany na Syberię, pracował równolegle nad dopracowywaniem mechanizmów artyleryjskich oraz małokalibrową bronią sportową. W 1946 zademonstrował całą serię pistoletów, bazujących na konstrukcji pistoletu TT. Nie weszły one do produkcji a Margolin rozpoczął prace nad bronią nowego typu, wyłącznie do celów sportowych. Pierwsza próbna partia (5 sztuk) opuściła fabrykę pod koniec 1947. Pistolet nazwano самозарядный спортивный пистолет калибра 5,6 мм конструкции Марголина (samopowtarzalny sportowy pistolet kalibru 5,6 mm konstrukcji Margolina). Seryjną produkcję rozpoczęto w 1949. Pierwszą większą imprezą, na której użyto pistoletów Margolina były Mistrzostwa Świata w Strzelectwie w 1954 w Caracas, gdzie wykazano wyższość tej konstrukcji nad tradycyjnymi pistoletami używanymi do tej pory (strzelcy posługujący się pistoletami Margolina zdobyli 20 złotych medali).
W czasie swych prac Margolin opracował 28 typów broni.

## Publikacje[2]
- Ремонт спортивной малокалиберной винтовки ТОЗ-8 (Naprawa małokalibrowego karabinu sportowego TOZ-8) 1955
- Спортивный пистолет и его ремонт  (Sportowy pistolet i jego naprawa) 1958
- Записки конструктора (Zapiski konstruktora) 1976
- Я солдат еще живой (Ja, żołnierz jeszcze żywy) - wspomnienia żołnierzy frontowych 1978

## Odznaczenia[2]
- Medal „Za obronę Moskwy”
- Medal „Za zwycięstwo nad Niemcami w Wielkiej Wojnie Ojczyźnianej 1941–1945”
- Tytuł Zasłużonego wynalazcy ZSRR
- Srebrny medal Ogólnorosyjskiego Centrum Wystawowego

W 1983 jego imieniem nazwano planetoidę (2561) Margolin.